# Karabinek Cristobal 2
Cristobal 2 – dominikański karabinek automatyczny.

## Historia
Cristobal 2 został skonstruowany przez P. Király'ego we współpracy z włoskimi zakładami zbrojeniowymi Fabbrica d'Armi Pietro Beretta S.p.A. i zewnętrznie przypomina włoski Beretta M1938. Na włoskich rozwiązaniach wzorowany był także mechanizm spustowy z osobnymi językami spustowymi do ognia pojedynczego i seriami. Budowa zamka półswobodnego była zbliżona do zamków węgierskich pistoletów maszynowych Danuvia 39M i 43M Király'ego.
Początkowo Cristobal 2 posiadał lufę osadzoną bezpośrednio w łożu stanowiącym część drewnianej osady, ale ponieważ okazało się, że lufa przegrzewa się podczas strzelania seriami, w późniejszych seriach lufę osadzono w perforowanej osłonie.
Karabinek Cristobal 2 był bronią popularną w Ameryce Środkowej. Obecnie jest to broń przestarzała, ale prawdopodobnie jest nadal używany.

## Opis
Cristobal 2 jest bronią samoczynno-samopowtarzalną. Zasada działania oparta na odrzucie zamka półswobodnego. Mechanizm spustowy z dwoma językami spustowymi umożliwia prowadzenie ognia pojedynczego i seriami.
Cristobal 2 jest bronią zasilaną przy pomocy dwurzędowych magazynków pudełkowych o pojemności 25 lub 30 naboi. Gniazdo magazynka znajduje się w u dołu komory zamkowej.
Lufa o długości 406 mm osadzona bezpośrednio w łożu, albo w rurowej osłonie.
Osada drewniana, z integralnym chwytem pistoletowym. Przyrządy celownicze mechaniczne (muszka i celownik przerzutowy).